# Campionati europei di salto ostacoli 2011
I Campionati europei di salto ostacoli 2011 si sono svolti a Madrid, in Spagna, dal 12 al 18 settembre 2011. 

## Podi
| Evento           | Oro                  | Argento            | Bronzo       |
| Gara individuale | Rolf-Göran Bengtsson | Carsten-Otto Nagel | Nick Skelton |
| Gara a squadre   | Germania             | Francia            | Regno Unito  |

## Medagliere
| Posiz. | Nazione     | Oro | Argento | Bronzo | Totale |
| ------ | ----------- | --- | ------- | ------ | ------ |
| 1      | Germania    | 1   | 1       | 0      | 1      |
| 2      | Svezia      | 1   | 0       | 0      | 1      |
| 3      | Francia     | 0   | 1       | 0      | 1      |
| 3      | Regno Unito | 0   | 0       | 2      | 2      |
| Totale | Totale      | 2   | 2       | 2      | 6      |